# Ludonaute
Die SASU Ludonaute ist ein französischer Spieleverlag, der 2010 von Anne-Cécile Lefebvre und Cédric Lefebvre gegründet wurde. Der Sitz des Unternehmens lag ursprünglich im südfranzösischen Istres, wurde inzwischen jedoch nach Nontron verlegt.
Ludonaute Spiele werden in 24 Ländern verkauft, wobei in Deutschland für den Vertrieb die Asmodee GmbH zuständig ist.
Jedes Jahr werden einige Brett- und Kartenspiele veröffentlicht.

## Ludografie (Auswahl)
- 2013: Der kleine Prinz – Mein Zuhause ist zu klein (Bruno Cathala, Antoine Bauza)
- 2013: SOS Titanic (Bruno Cathala, Ludovic Maublanc)
- 2014: Colt Express (Christophe Raimbault)
- 2018: Last Heroes (Eric Jumel)
- 2020: Colt Super Express (Christophe Raimbault, Cédric Lefebvre)
- 2021: Living Forest (Aske Christiansen)
- 2024: Arctic (Cédric Lefebvre)